# متقسمة
في علم الأحياء، المتقسمة (بالإنجليزية: schizont أو meront)‏ هي الخلية التي تنقسم بواسطة عملية التكاثر الانشطاري، وهي عملية تكاثر لاجنسي في الأوليات.